# 저녁전
《저녁전》(夕餉前)는 1940년 4월 13일과 동년 4월 14일, 4월 30일 총 3회에 걸쳐 일본방송협회 (NHK)에서 방송된 일본의 최초 텔레비전 드라마이다.

## 캐스팅
- 어머니 : 하라 이즈미
- 아츠시 (오빠) : 노노무라 키요시
- 키미코 (여동생) : 세키 시호코

## 제작진
- 제작 : 이마 우헤
- 연출 : 토모카즈 사카모토, 가와구치 리우니
- 촬영 : 사토 네지
- 믹서 : 후쿠오카 카츠유키
- 효과 : 요시다 미스그, 비시카리 사카오
- 텔레비전 주임 : 시로미타즈 이치